# Valiraptor silvestris
Valiraptor silvestris là một loài ruồi trong họ Asilidae. Valiraptor silvestris được Londt miêu tả năm 2002. Loài này phân bố ở vùng nhiệt đới châu Phi.